# Geraldo Alckmin
Geraldo José Rodrigues Alckmin Filho (* 7. listopadu 1952 Pindamonhangaba) je brazilský politik, zvolený v roce 2022 viceprezidentem země.
Pochází z rodiny sefardských Židů, kteří konvertovali k římskokatolické církvi. Jeho prastrýcem byl José Maria Alkmin, brazilský viceprezident v letech 1964 až 1967.
Vystudoval medicínu na univerzitě v Taubaté a pracoval na anesteziologicko-resuscitačním oddělení nemocnice v São Paulu. Od studentských let se angažoval v politice a roku 1976 byl zvolen do čela rodného města Pindamonhangaba a stal se nejmladším starostou v zemi. Od roku 1983 byl poslancem Národního kongresu. Podílel se na přechodu od vojenského režimu k demokracii a v roce 1988 byl zakladatelem brazilské sociální demokracie. Od roku 1995 byl viceguvernérem a od roku 2001 guvernérem státu São Paulo.
Roku 2006 odstoupil z funkce guvernéra a stal se kandidátem sociálních demokratů na prezidenta Brazílie. Postoupil do druhého kola voleb, kde ho o více než dvacet procent hlasů porazil Luiz Inácio Lula da Silva ze Strany pracujících. Poté odešel do USA, kde studoval na Kennedyho škole veřejné správy Harvardovy univerzity.
V letech 2011–2018 byl Alckmin znovu guvernérem státu São Paulo. Podruhé kandidoval na prezidenta v říjnu 2018 a se ziskem 4,76 % skončil na čtvrtém místě. V roce 2021 vystoupil ze sociálně demokratické strany a spojil se proti Jairu Bolsonarovi s někdejším protivníkem Lulou da Silva . Vytvořili koalici nazvanou Federace naděje Brazílie (Federação Brasil da Esperança), v níž měl konzervativní křesťan a ekonomický pragmatik Alckmin přinést Lulovi podporu středostavovských voličů. Ve volbách v roce 2022 kandidoval jako Lulův viceprezident a tento tandem dosáhl s 50,9 % těsného vítězství. Do funkce viceprezidenta byl Alckmin inaugurován 1. ledna 2023. V Lulově vládě také vede ministerstvo pro rozvoj, průmysl a zahraniční obchod.
Má pověst nekonfliktního centristy a technokrata blízkého podnikatelským elitám. Pro svůj asketismus a chladné vystupování na veřejnosti dostal přezdívku Picolé de Chuchu (čajotová zmrzlina). S manželkou Lu Alckminovou má tři děti.